# يرزة
يزرة هي قرية لبنانية في قضاء بعبدا تقع شمال شرق مدينة بيروت. يقع مقر وزارة الدفاع الوطني والمتحف العسكري في يزرة، بالإضافة إلى مكتب ممثل الأمين العام لأمم المتحدة في لبنان. في 1995، صمم الفنان التشكيلي أرمان تمثال السلام وأهداه إلى لبنان بمناسبة إنتهاء الحرب الأهلية، وهو موجود حتى اليوم في القرية.